# Caryotropha mesnili
Caryotropha mesnili is een soort in de taxonomische indeling van de Myzozoa, een stam van microscopische parasitaire dieren. Het organisme komt uit het geslacht Caryotropha en behoort tot de familie Caryotrophidae. Caryotropha mesnili werd in 1902 ontdekt door Siedelecki.